# Avenida Luis Roche
Avenida Luis Roche es el nombre que recibe una vía de transporte localizada en el sector de Altamira y que se desarrolla en su totalidad dentro de los límites del Municipio Chacao al este del Distrito Metropolitano de Caracas y al centro norte del país sudamericano de Venezuela, en jurisdicción del Estado Miranda. Debe su nombre a Luis Roche, quien diseñó la Plaza Francia de Altamira, una de las más conocidas de la capital venezolana y quien inició los proyectos de parcelamiento de la Urbanización Altamira.

## Descripción
Se trata de una vía que conecta la Avenida Francisco de Miranda y la Avenida del Ávila con la Avenida Antonio José Isturiz y la transversal 9. En su recorrido también está vinculada a la Transversal 2 y la Transversal 1, además de la transversal 3,4,5,6 y 7 y la Avenida 10.

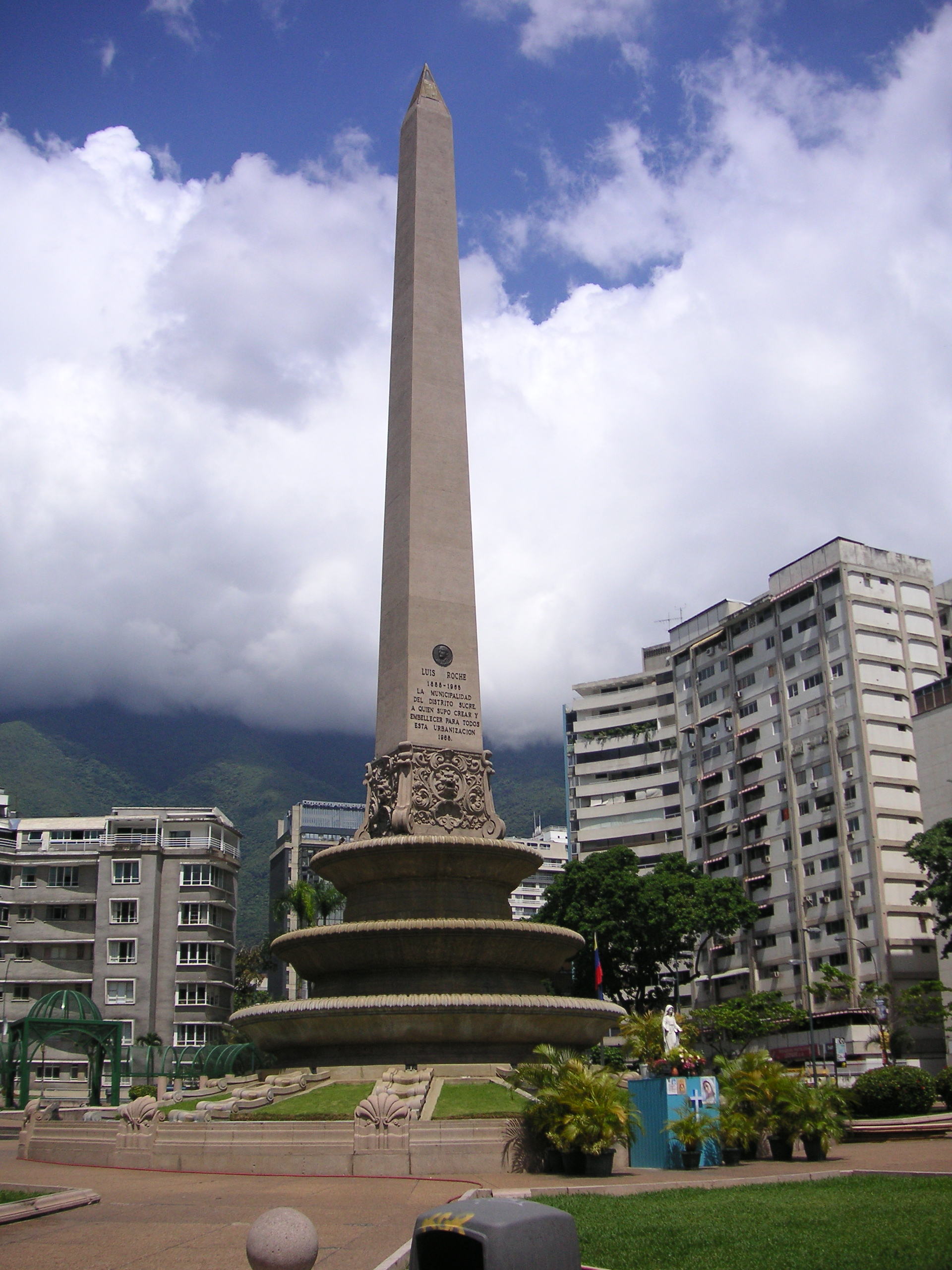
Obelisco de Altamira, Avenida Luis Roche

A lo largo de su trayecto y sus alrededores destacan numerosos puntos de interés: Entre ellos la Plaza Francia y su Obelisco, el Hotel Caracas Palace, el Edificio Helena, el Edificio Altamira, el edificio Palic, el Edificio Sassola, el Hotel Altamira Suites, la Casa Rómulo Gallegos, el Altamira Village, entre otros.